# 科濟亞里
49°38′19″N 26°5′0″E / 49.63861°N 26.08333°E
科濟亞里（烏克蘭語：Козярі），是烏克蘭的村落，位於該國西部捷爾諾波爾州，由捷尔诺波尔区負責管轄，始建於1504年，面積0.94平方公里，2001年人口206，人口密度每平方公里219.9人。